# Еника
Еника (укр. Єника) — река в Одесской области Украины. Длина реки — 26 км, площадь водосборного бассейна — 243 км². Относится к бассейну Дуная.
Исток на южных склонах Подольской возвышенности в балке Русская на север от села Кирнички. Течет в основном на юг. Впадает в Гасанский залив озера Катлабух возле западной околицы села Першотравневое.
Уклон речки 1,3 м/км. Долина корытоподобная, шириной до 2,2 км. Русло слабоизвилистое, в приустьевой части ширина 12 м и глубина 3 м; в нижнем течении выпрямлено в канал (канализировано) с двухсторонней дамбой, шириной 8 м и глубиной 2 м. В верхнем течении и приустьевой части пересыхает. Сооружено несколько прудов. Используется для водоснабжения и нужд сельского хозяйства.